# Banteay Srei
Banteay Srei – hinduistyczna świątynia w Kambodży, zbudowana z czerwonego piaskowca w połowie X wieku.

## Historia
Według inskrypcji świątynia została poświęcona 22 kwietnia 967 roku w Angkorze, u schyłku panowania Radżendrawarmana II. Spory wpływ na wygląd Banteay Srei miał Jadźnawaraha, członek rodziny królewskiej, wnuk Harszawarmana I. Świątynia została poświęcona Śiwie i Parwati. W kolejnych wiekach świątynia była rozbudowywana przez kolejnych khmerskich monarchów. Po upadku Angkoru obiekt popadł w ruinę. Został ponownie odkryty w 1914 roku. Później świątynię odbudowano i częściowo zabezpieczono.

## Galeria

Banteay Srei
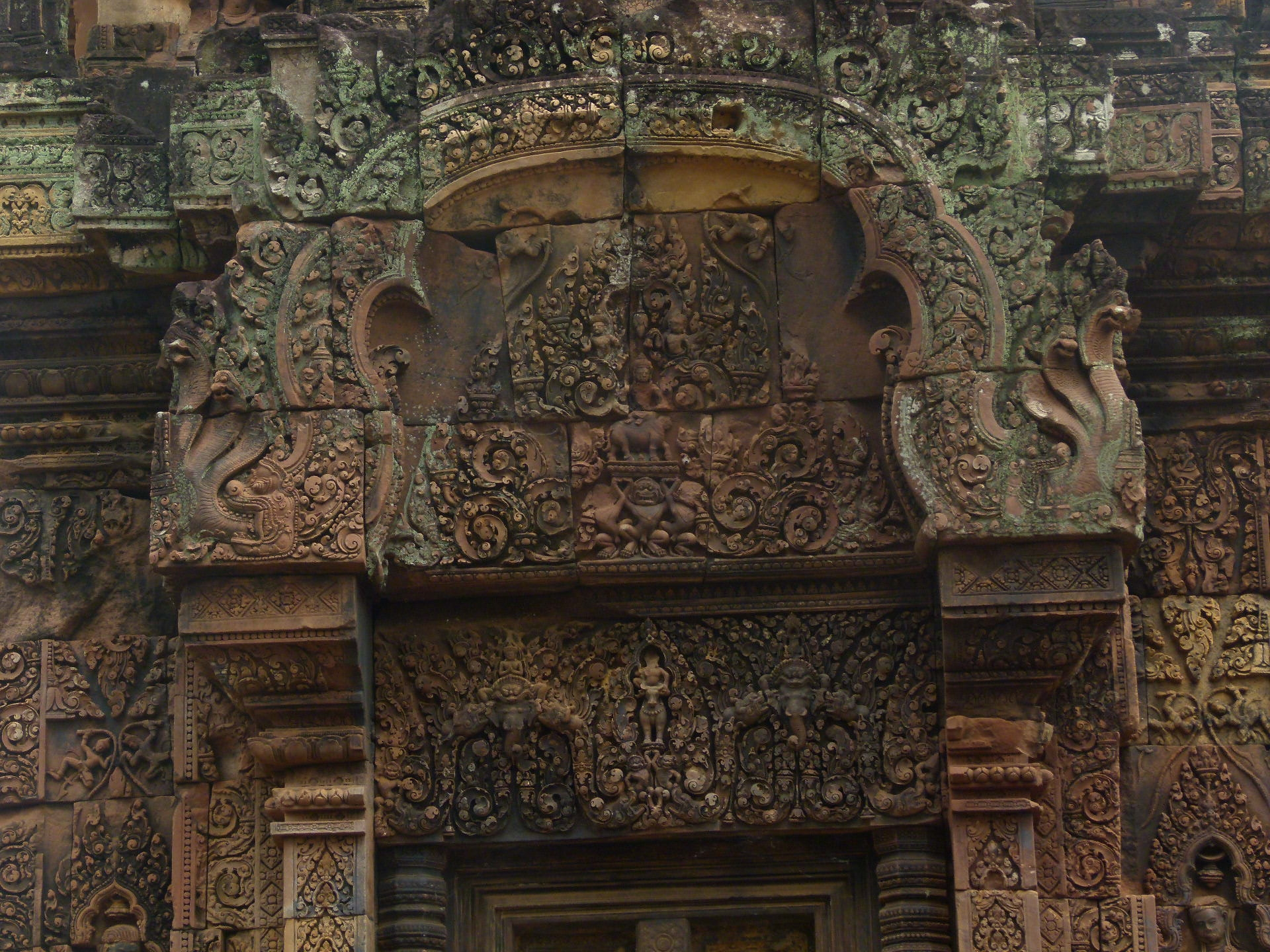
Jeden z portali
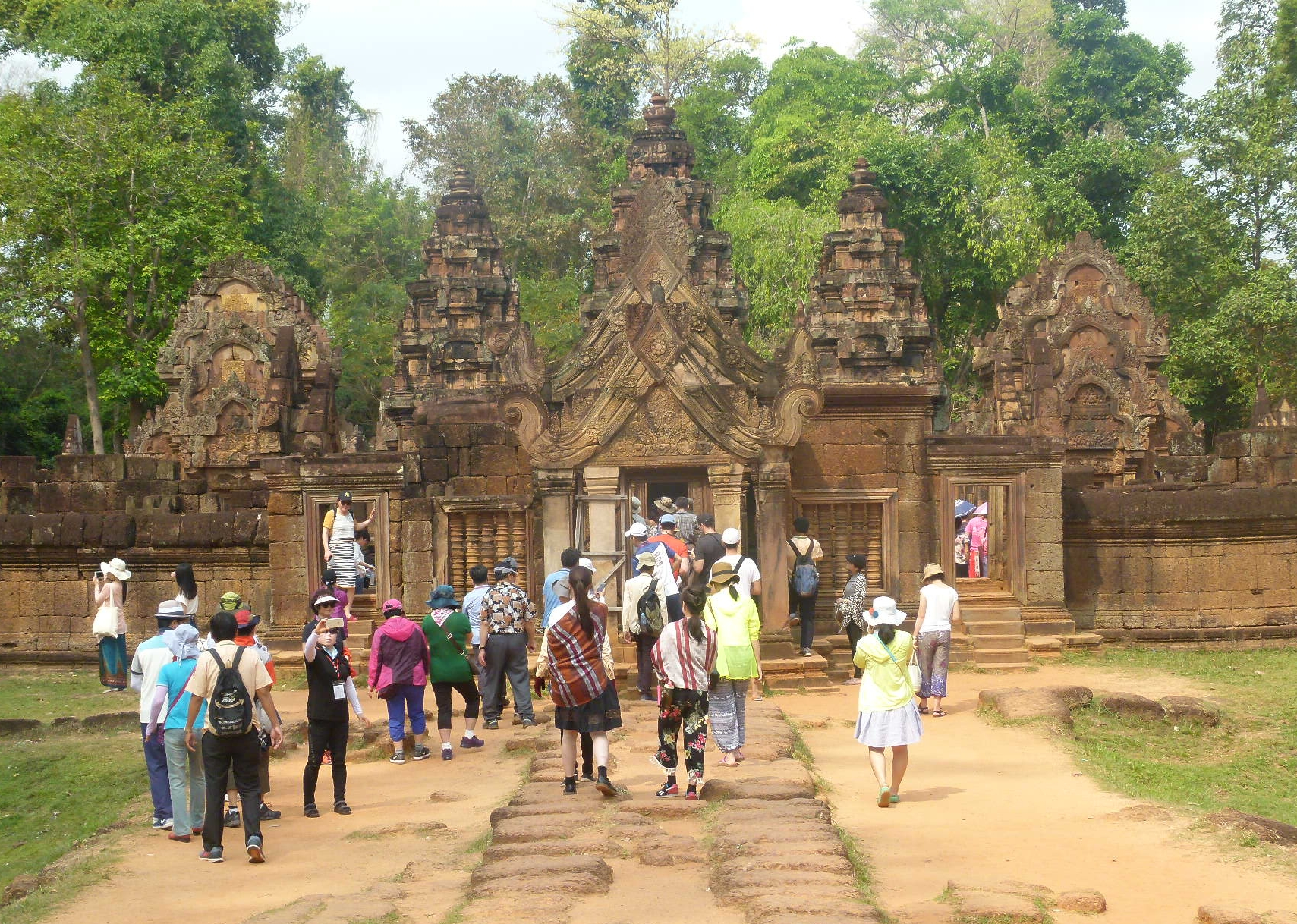
Grupa turystów zwiedzająca świątynię
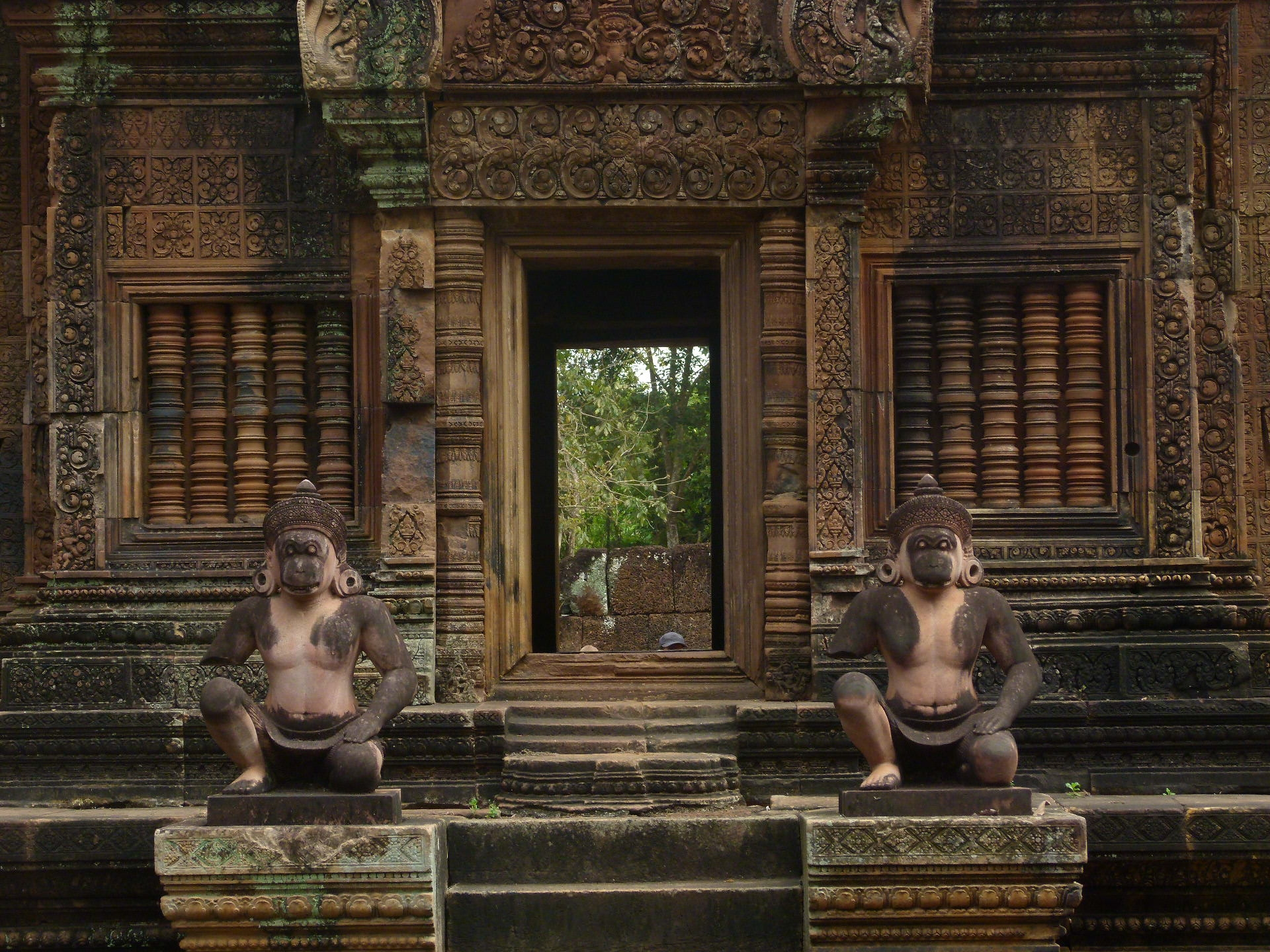
świątynia
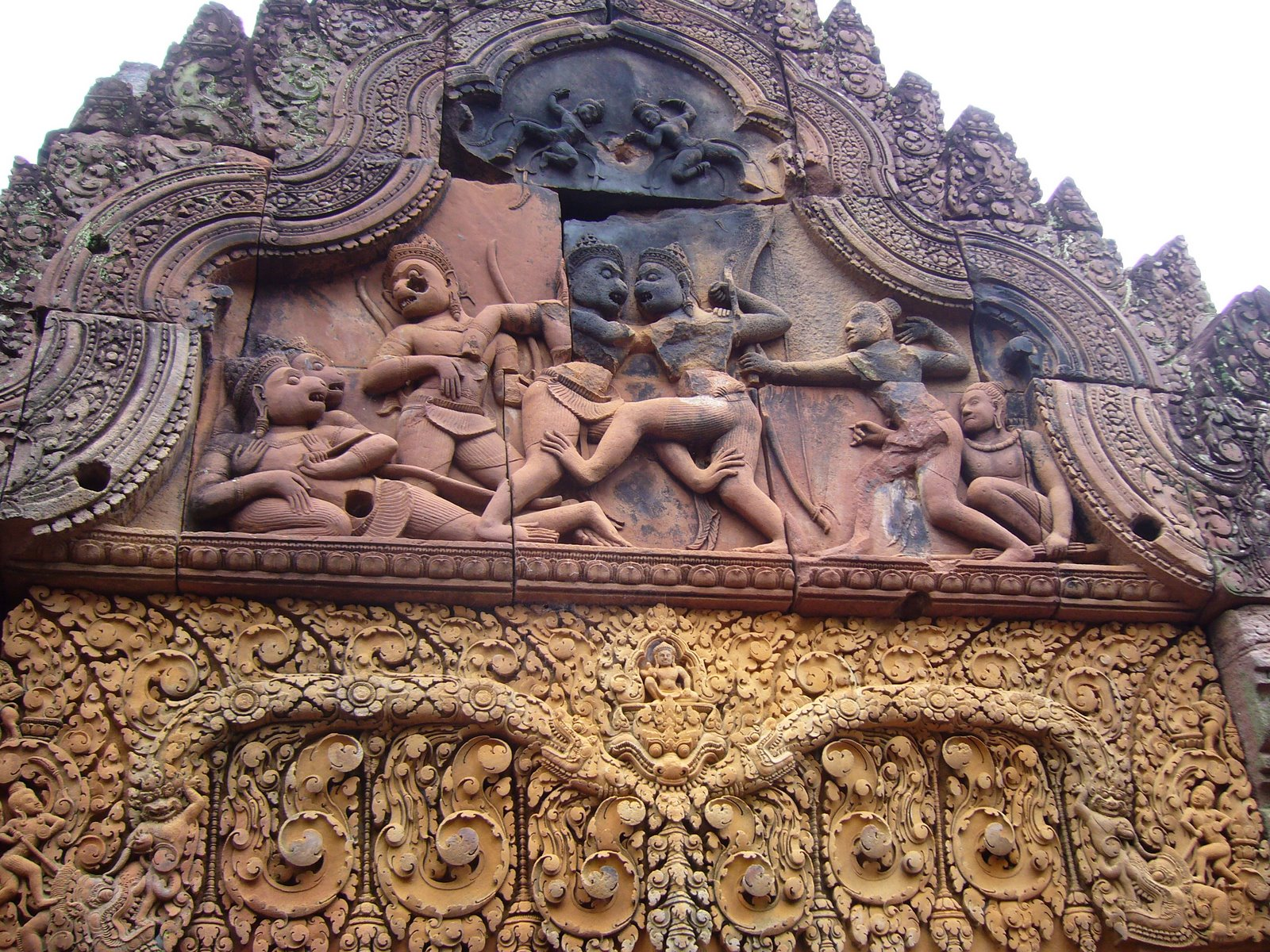
Relief przedstawiający scenę bitwy
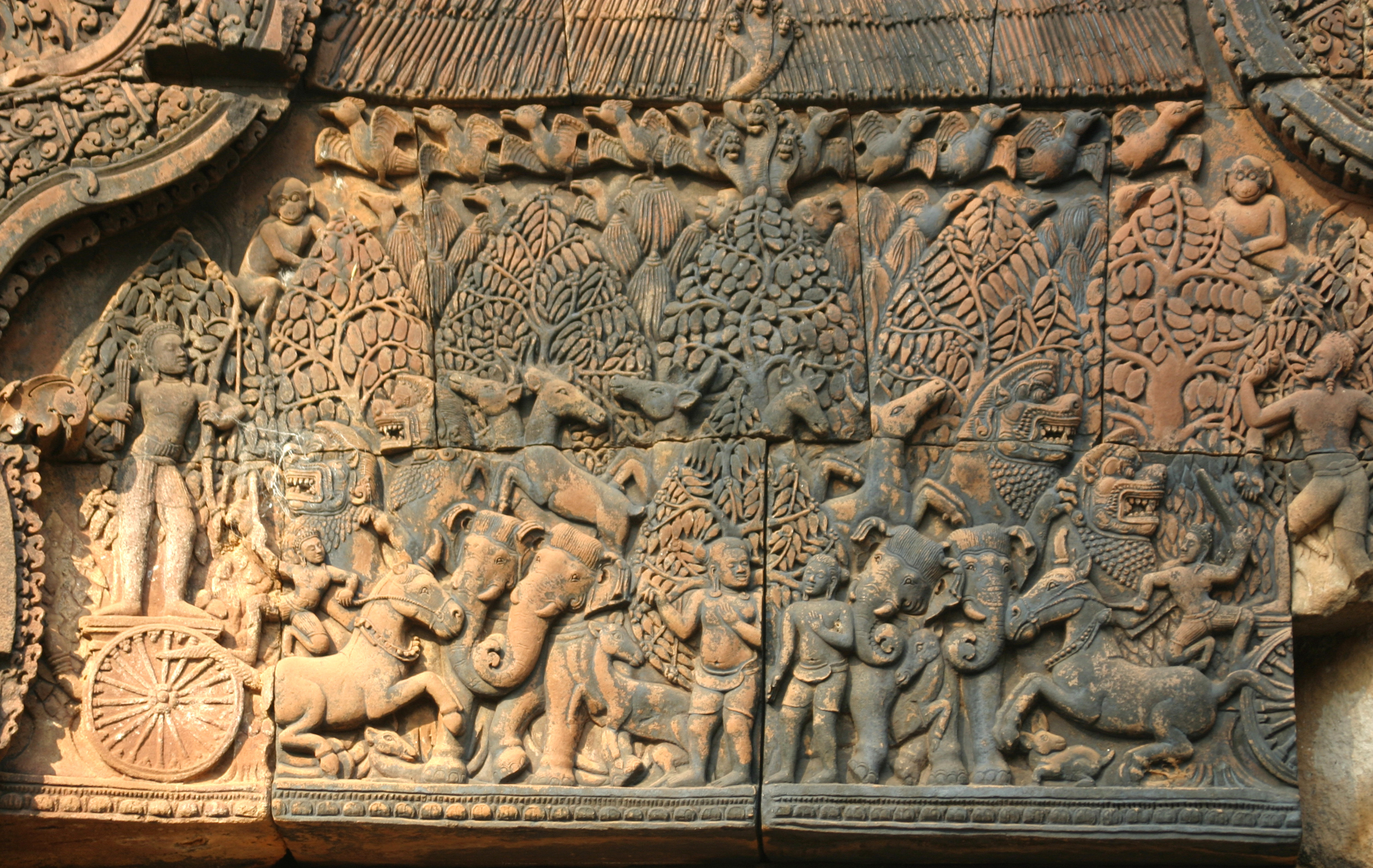
Relief ze świątyni
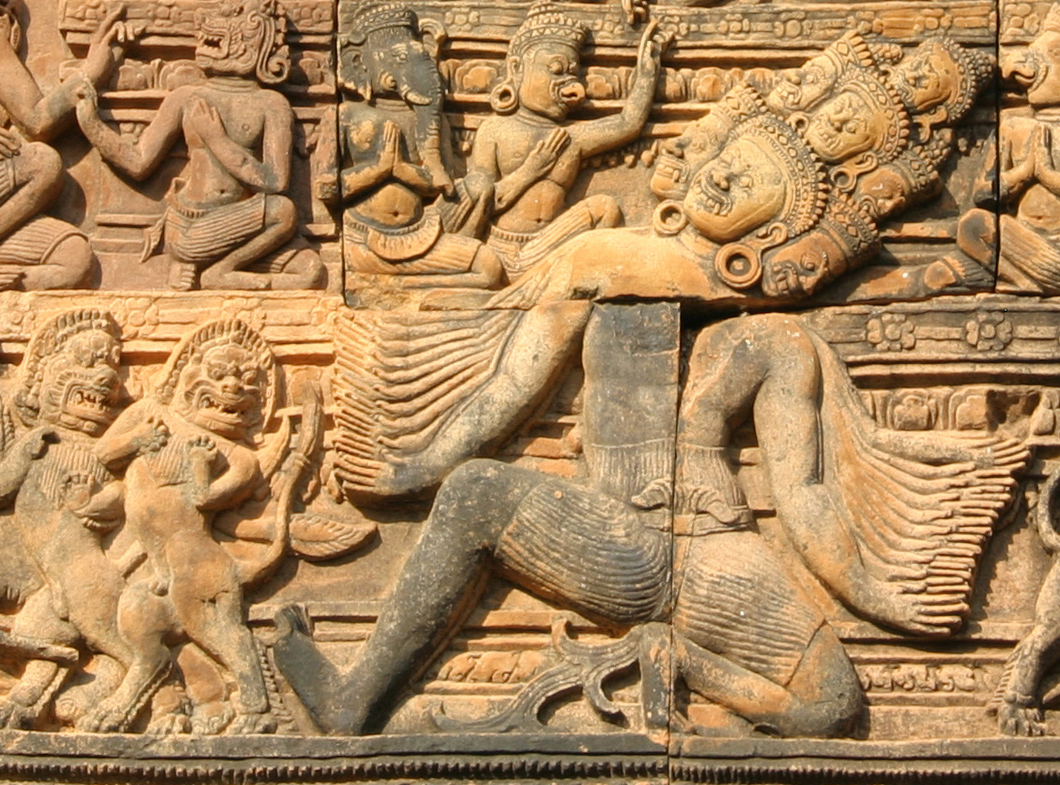
Relief z apsarami
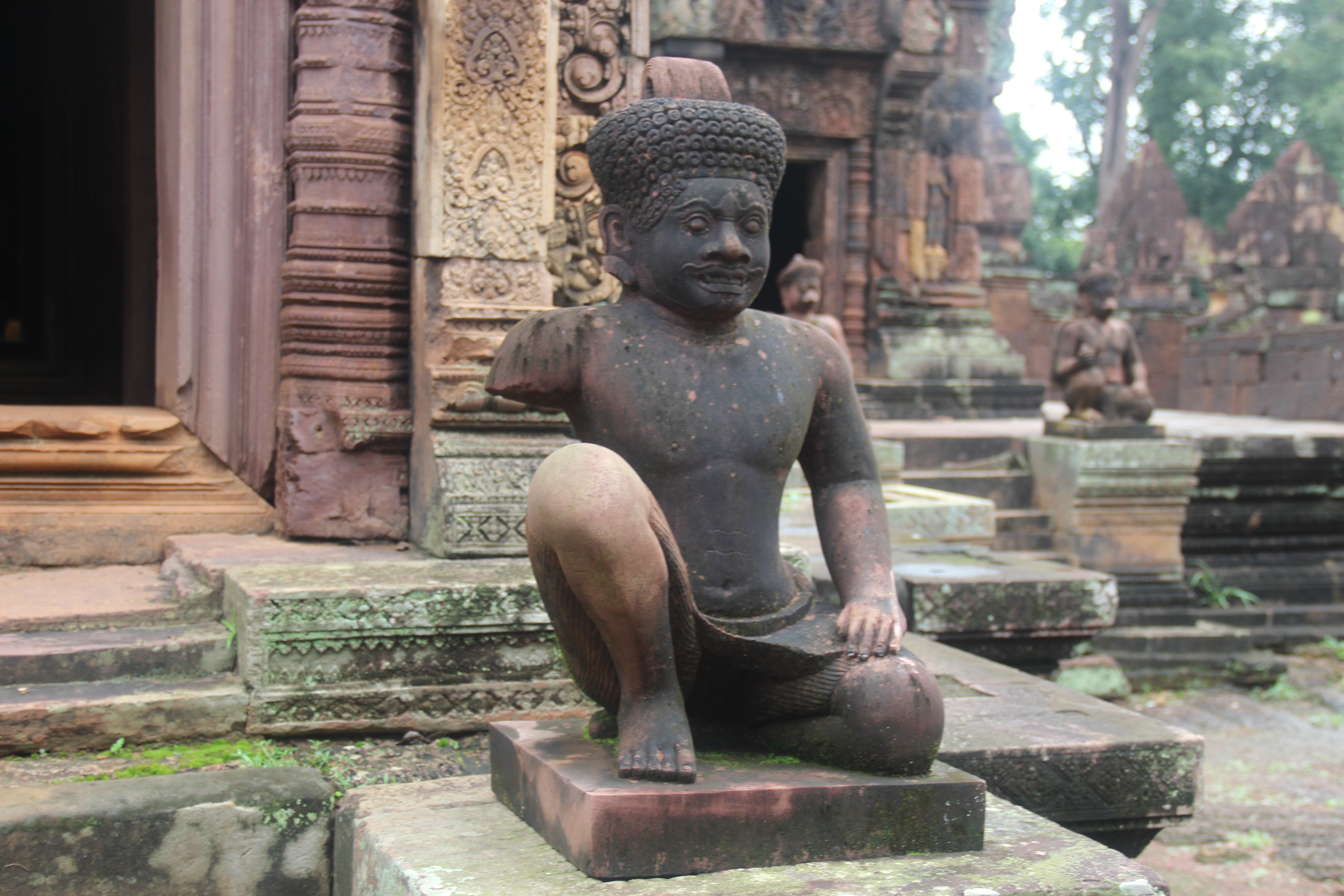
Posąg pośród ruin świątyni
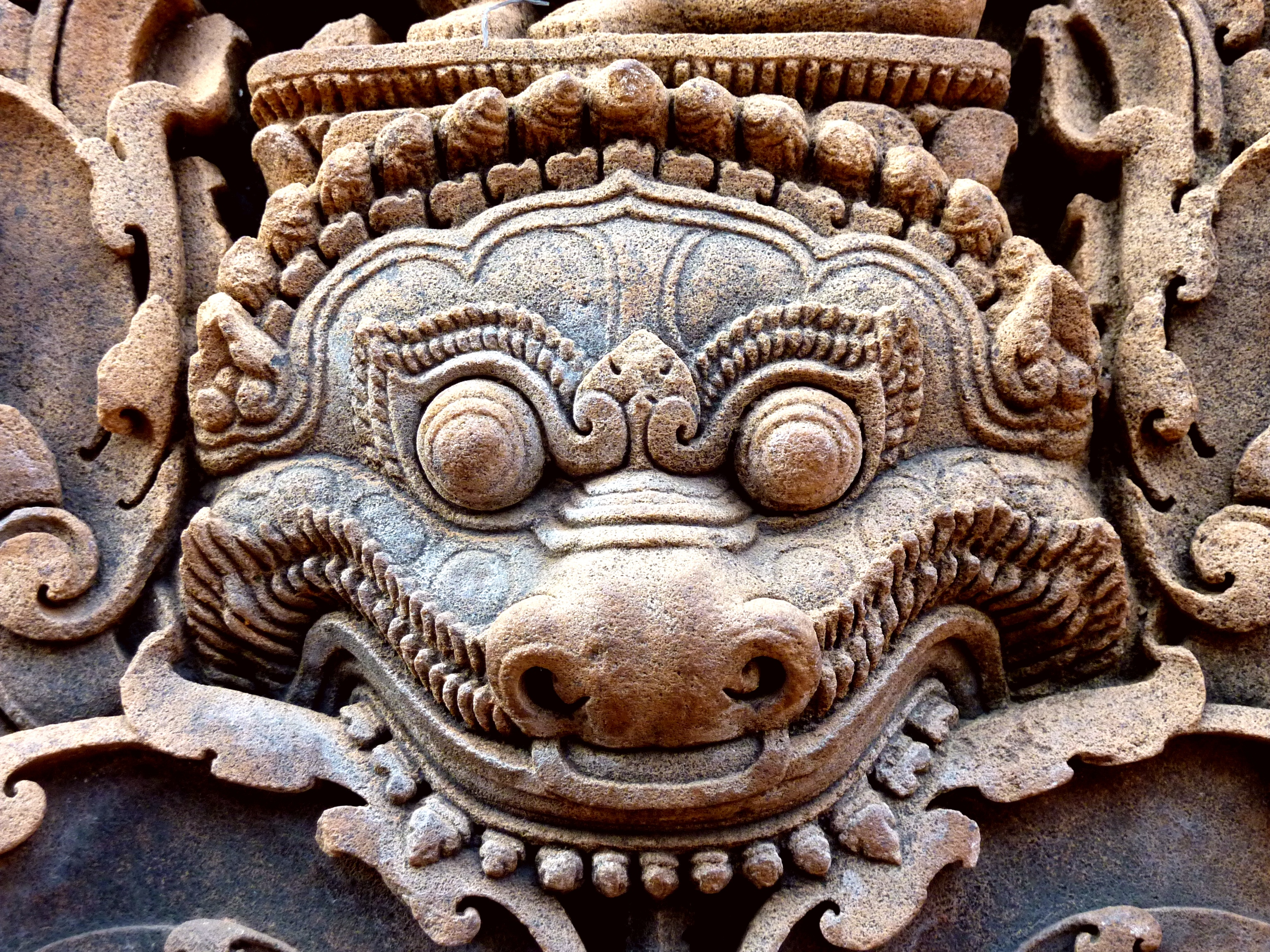
Naga ze świątyni
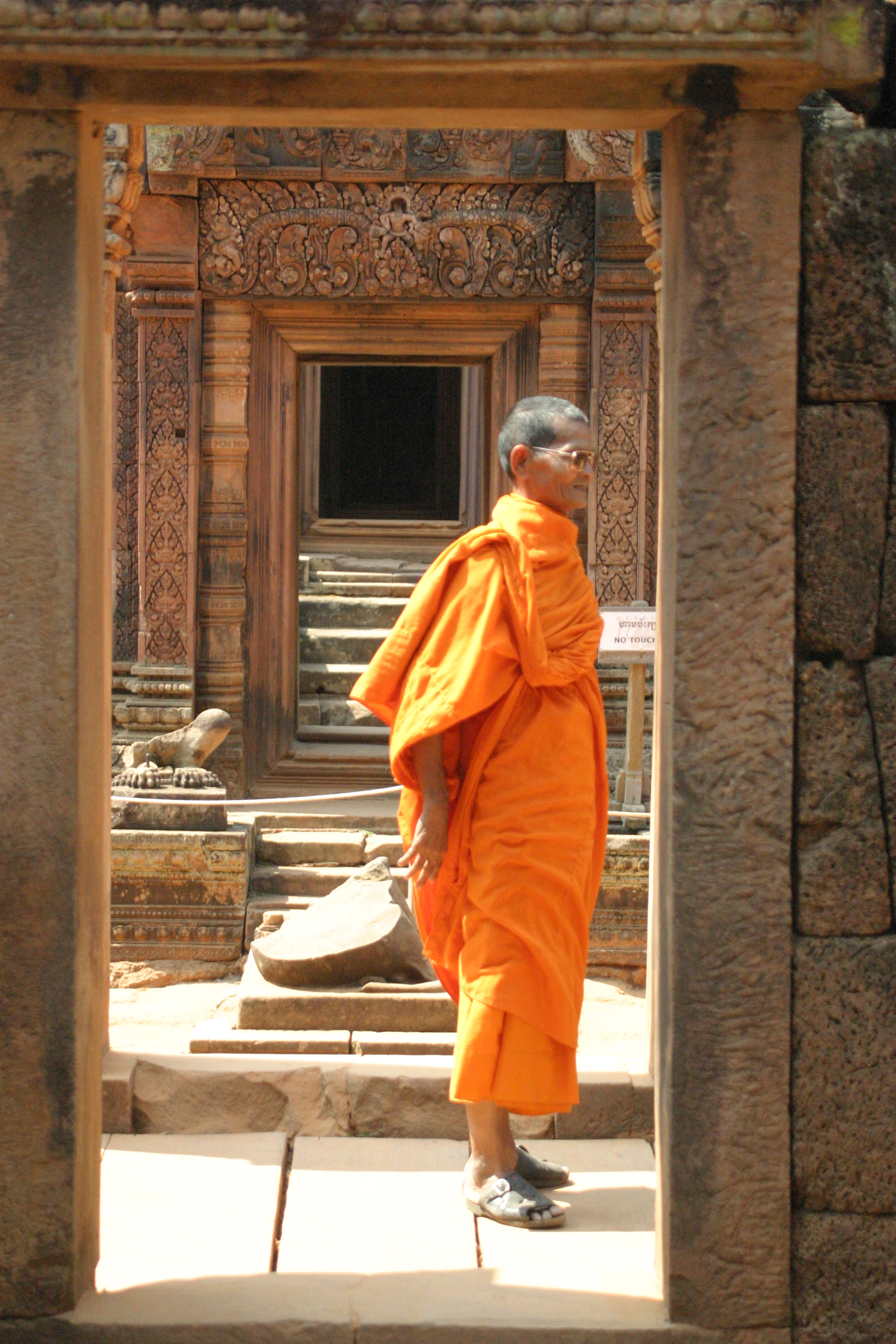
Mnich buddyjski we wnętrzu świątyni
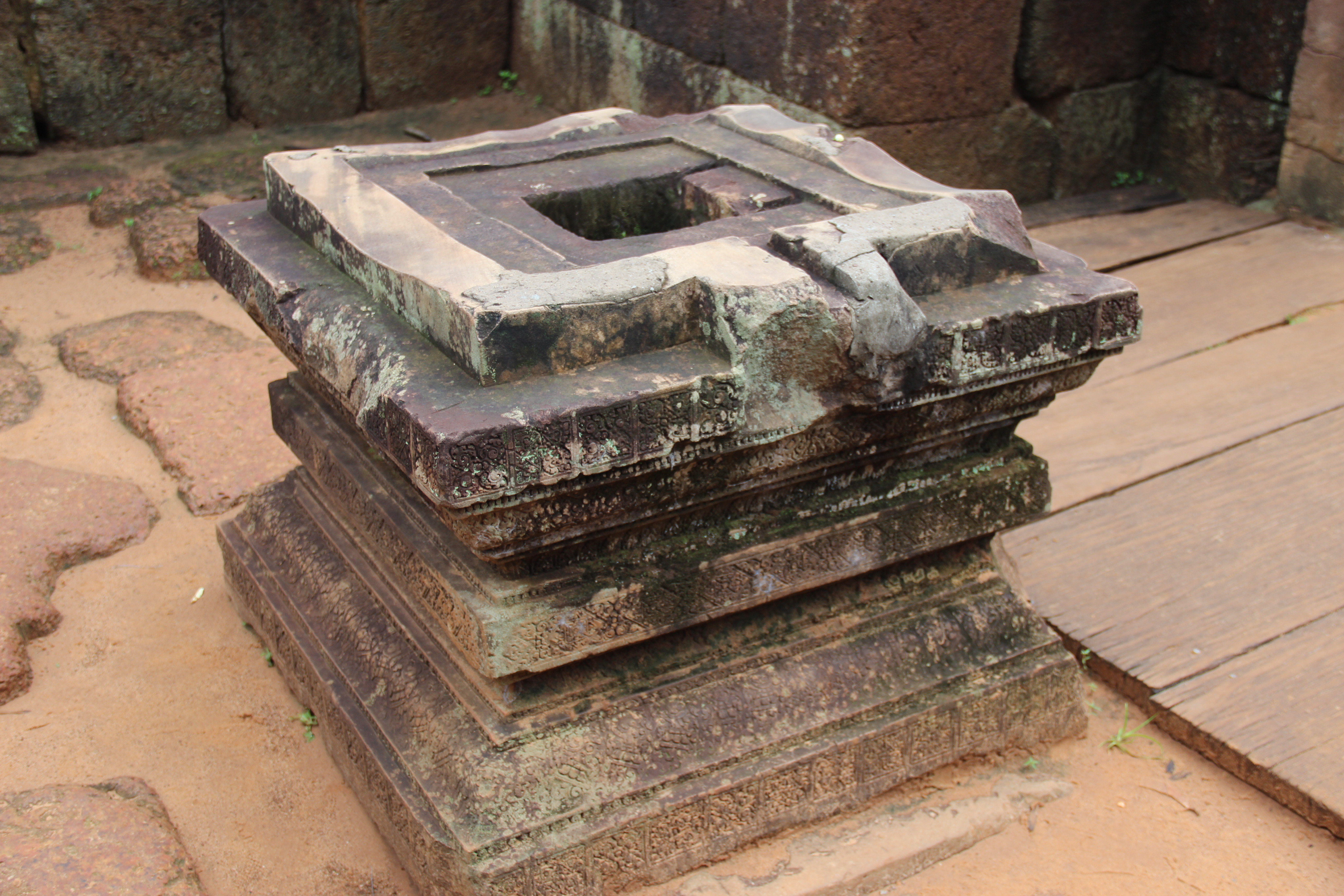
Wnętrze świątyni